# Zygophylax flexilis
Zygophylax flexilis är en nässeldjursart som först beskrevs av Francois Jules Pictet de la Rive och Bedot 1900.  Zygophylax flexilis ingår i släktet Zygophylax och familjen Lafoeidae. Inga underarter finns listade i Catalogue of Life.